# Malachovka
Malachovka (in russo Малаховка?, anche traslitterata come Malahovka) è una cittadina della Russia europea centrale, situata nell'oblast' di Mosca. Apparteneva amministrativamente al Ljubereckij rajon.
Sorge nella parte centro-meridionale dell'oblast', pochi chilometri a sudest dei confini della città di Mosca.